# Петровський Володимир Васильович
Володимир Васильович Петровський (1815, Подільська губернія –  ???)  – професор Рішельєвського ліцею, статський радник.

## Біографія
В. В. Петровський народився 21 квітня 1815 року в Подольській губернії.
Вихованець педагогічного інституту та філософського відділення Рішельєвського ліцею, випускник 1834 року.                       
Був направлений до Дерптського університету, в якому у 1835 – 1838 роках навчався на математичному факультеті. Здобув ступінь магістра фізико-математичних наук.
З травня 1840 року працював ад’юнктом в Рішельєвському ліцеї, а з лютого 1847 року до 1852 року  обіймав посаду професора.
Мав чин статського радника.
У 1847 – 1849 роках входив до складу Правління ліцею, а у листопаді 1847 року був обраний дійсним членом Імператорського товариства сільського господарства Південної Росії. Читав в Одесі лекції з популярної астрономії. 
Друкувався в «Одеському віснику».

## Праці
Є автором праць: «Космографія, чи вчення про склад Всесвіту», «Курс фізичної географії» та інших. 
- О значении физико-математических наук в практической жизни и причины их быстрого развития в новейшие времена/ Владимир  Петровский// Речи, произнесенные в торжественном собрании Ришельевского лицея 20-го июня 1843 года. – Одесса: Городская тип.,  1843. – C. 1-14 [25 - 48].